# Clinică
O clinică (sau ambulatoriu sau clinică de îngrijire ambulatorie) este o unitate medicală care se concentrează în primul rând pe îngrijirea pacienților externi. Clinicile pot fi operate privat sau gestionate și finanțate din fonduri publice. Acestea acoperă, de obicei, nevoile de îngrijire primară ale populațiilor din comunitățile locale, spre deosebire de spitalele mai mari, care oferă tratamente mai specializate și admit pacienți interni pentru înnoptări.
Cel mai frecvent, clinica se referă la o practică generală, condusă de unul sau mai mulți medici generaliști care oferă mici tratamente terapeutice, dar poate însemna, de asemenea, o clinică specializată.  Unele clinici păstrează numele de "clinică" chiar și în timp ce cresc în instituții la fel de mari ca spitalele majore sau devenind asociate cu un spital sau școală medicală.

## Prezentare generală

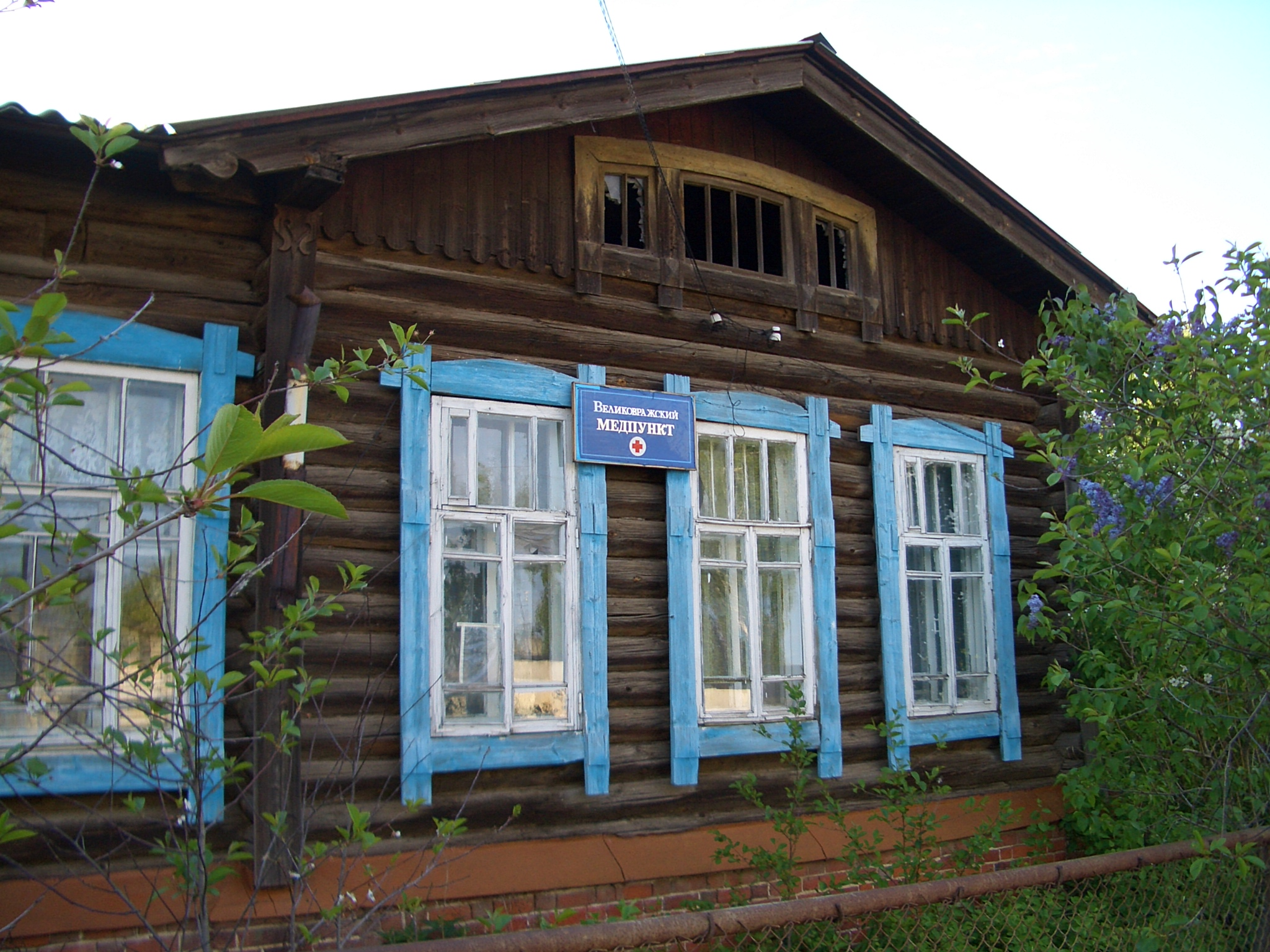
Un medpunkt (punct de acces la îngrijirea sănătății) oferă asistență medicală primară locuitorilor satului Veliki Vrag din Oblastul Nijni Novgorod, Rusia.

Clinicile sunt adesea asociate cu o practică medicală generală condusă de unul sau mai multe medic generalists. Alte tipuri de clinici sunt conduse de tipul de specialist asociat cu acest tip: fizioterapeuți la clinici de fizioterapie și clinicile de psihologie de psihologi clinici, și așa mai departe pentru fiecare profesie de sănătate. (Acest lucru poate fi valabil chiar și pentru anumite servicii din afara domeniului medical: de exemplu, clinica juridică sunt conduse de avocați.
Unele clinici sunt operate in-house de către angajatori, organizații guvernamentale, sau spitale, și unele servicii clinice sunt externalizate la corporații private care se specializează în furnizarea de servicii de sănătate. În China, de exemplu, proprietarii de astfel de clinici nu au educație medicală formală. În 2011 existau 659.596 de clinici sătești în China.
Asistența medicală în India, China, Rusia și Africa este furnizată vastelor zone rurale ale acestor regiuni de către clinici mobile de sănătate sau de pe marginea drumului dispensare, dintre care unele integrează medicina tradițională. În India, aceste clinici tradiționale oferă medicină ayurvedică și unani practici medicale pe bază de plante. În fiecare dintre aceste țări, medicina tradițională tinde să fie o practică ereditară.

## Etimologie

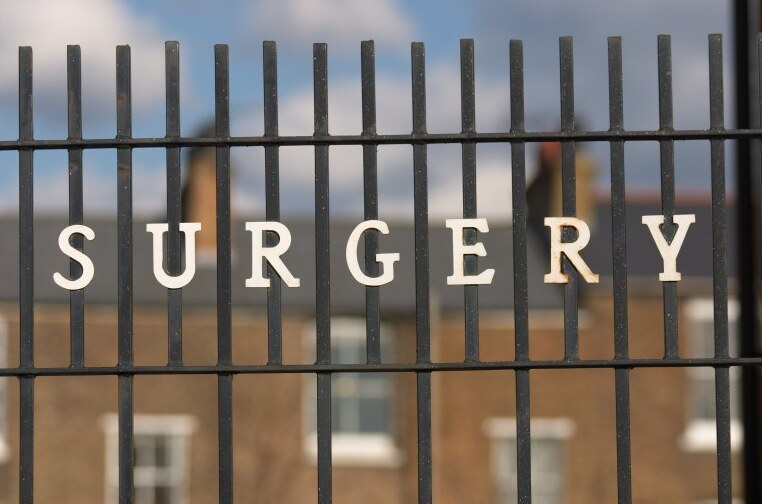
Intrarea într-o clinică de chirurgie în Greenwich, Londra.

Cuvântul clinic derivă din greaca antică {în greaca veche κλίνειν) klinein însemnând pantă, înclinare sau înclinare. Prin urmare, {în greaca veche κλινη) klinē este o canapea sau un pat și {în greaca veche κλινικς) klinikos este un medic care își vizitează pacienții în paturile lor. În latină, aceasta a devenit clīnicus.
O utilizare timpurie a cuvântului clinică a fost "cel care primește botezul pe un pat bolnav".